# Ectosymbiose

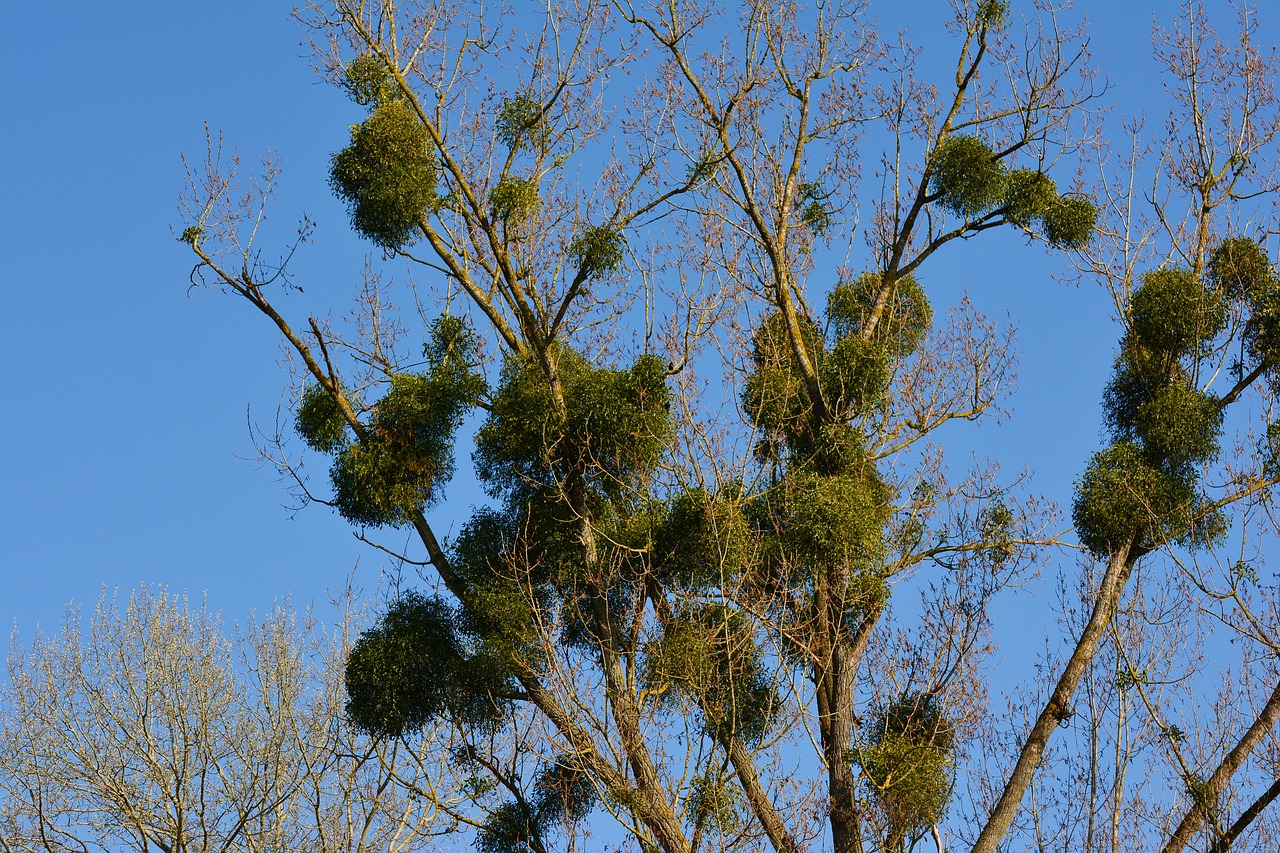
L'ectosymbiose entre le gui blanc (l'ectosymbionte) et l'arbre (son hôte) est obligatoire.

L'ectosymbiose est l'association mutualiste ou parasitaire (symbiose) entre un organisme vivant (l'hôte) et un ou plusieurs autres plus petits (ectosymbiote) qui vivent sur la surface de son corps. Dans le cas des surfaces internes (cavités) telles que le revêtement du tube digestif et les conduits de glandes on parle de mésosymbiose (microbiote intestinal, microbiote oral). On la différencie de l'endosymbiose, où le symbiote se situe à l'intérieur des cellules.
Lorsque les ectosymbiotes sont des micro-organismes, les biologistes parlent d'ectomicrobiote.

## Exemples
- l’anémone poussant sur le dos du bernard-l'ermite lui apporte protection et bénéficie en retour du déplacement de ce dernier, ce qui lui assure une meilleure prolifération ;
- différents eucaryotes unicellulaires du règne des Excavata sont recouverts de bactéries magnétotactiques, l'ensemble vivant en symbiose : l’eucaryote fournit aux bactéries de l'énergie (sous forme de dihydrogène), et en retour elles permettent à l'eucaryote de s'orienter dans les sédiments[1],[2].
- les micro-organismes associés aux insectes. Ils sont retrouvés à la surface des insectes (bactéries et champignons formant l'ectomicrobiote, par opposition à l'endomicrobiote présent essentiellement au niveau de la cavité orale, du tractus intestinal), notamment au niveau de la cuticule et des pièces buccales, ou de structures particulières comme le mycangium[3]. Ces micro-organisme endosymbiotiques et ectosymbiotiques forment un complexe symbiotique observé chez plusieurs espèces d'insectes xylophages et qui joue plusieurs rôles. Rôle nutritionnel en complétant l'action des enzymes digestives sécrétées par l'insecte lui-même (cellulases) grâce aux enzymes produits par ces organismes symbiotiques (les ligninases qui décomposent la lignine du bois) mais aussi en complétant la diète pauvre de ces insectes (apport en acides aminés essentiels et en vitamines) ; rôle dans l'affaiblissement du système de défense de l'hôte (détoxification des substances allélochimiques qui constitue l'armement chimique de défense des plantes, en dégradant ces composés)[4]